# Коротеев, Николай Иванович (Герой Социалистического Труда)
Николай Иванович Коротеев (4 октября 1932—2001) — бригадир проходчиков Шахтопроходческого управления № 6 треста «Ворошиловградшахтопроходка». Герой Социалистического Труда (1982).

## Биография
Впервые о бригаде Коротеева заговорили в 1972 году, при прохождении главного ствола шахты «Самсоновская-Западная», когда бригада установила свой первый рекорд.
В 1979 году бригадир проходчиков Н. И. Коротеев стал лауреатом Государственной премии СССР.
Указом Президиума Верховного Совета СССР от 17 июня 1982 года за выдающиеся производственные успехи, достигнутые при строительстве шахты «Должанская-Капитальная» производственного объединения «Свердловантрацит», и проявленную трудовую доблесть присвоить бригадиру проходчиков шахтопроходческого управления № 6 треста «Ворошиловградшахтопроходка» Министерства угольной промышленности Украинской ССР тов. Коротееву Николаю Ивановичу звание Героя Социалистического Труда с вручением ему ордена Ленина и золотой медали «Серп и Молот».
Удостоен звания Почётный гражданин города Молодогвардейска и Почётный гражданин Краснодона.
С 5 октября по 5 ноября 1987 года бригадой Н. И. Коротеева на шахте им. 50-летия СССР пройдено 221,3 метра вертикального ствола. Нормативные нормы перекрыты в 3,7 раза.
Бригада Н. И. Коротеева работала не только на строительстве шахт Краснодонского района. Так же бригада вела проходческие работы на шахтах «Стахоновугля», «Свердловантрацита».